# Мюллер, Франц (геодезист)
Франц (Франтишек) Мюллер (чеш. František Müller; 4 сентября 1835, Либоховице, Богемия, Австрийская империя — 21 октября 1900, Прага) — чешский учёный-геодезист, педагог, профессор, ректор Чешского технического университета.

## Биография
В 1856 окончил Политехнический институт в Праге (ныне Чешский технический университет). С 1856 по 1861 год занимался кадастровыми измерениями в Больцано (Южный Тироль). С 1863 на преподавательской работе, с 1864 — помощник профессора геодезии Карла фон Коржистка.
В 1867 был назначен адъюнкт-профессором, в 1868 — ординарным профессором геодезии Императорского и Королевского Чешского технического университета в Праге. В 1887—1888 и 1896—1897 гг. был его ректором.
Был совладельцем пражской строительной фирмы «Kapsa — Müller». Жил в Праге в специально для него построенной вилле Мюллера (Müllerova vila). Благодаря высокой архитектурной ценности вилла Мюллера была объявлена Постановлением правительства Чешской Республики от 16 августа 1995 г., национальным памятником культуры (Сб. № 262/95).

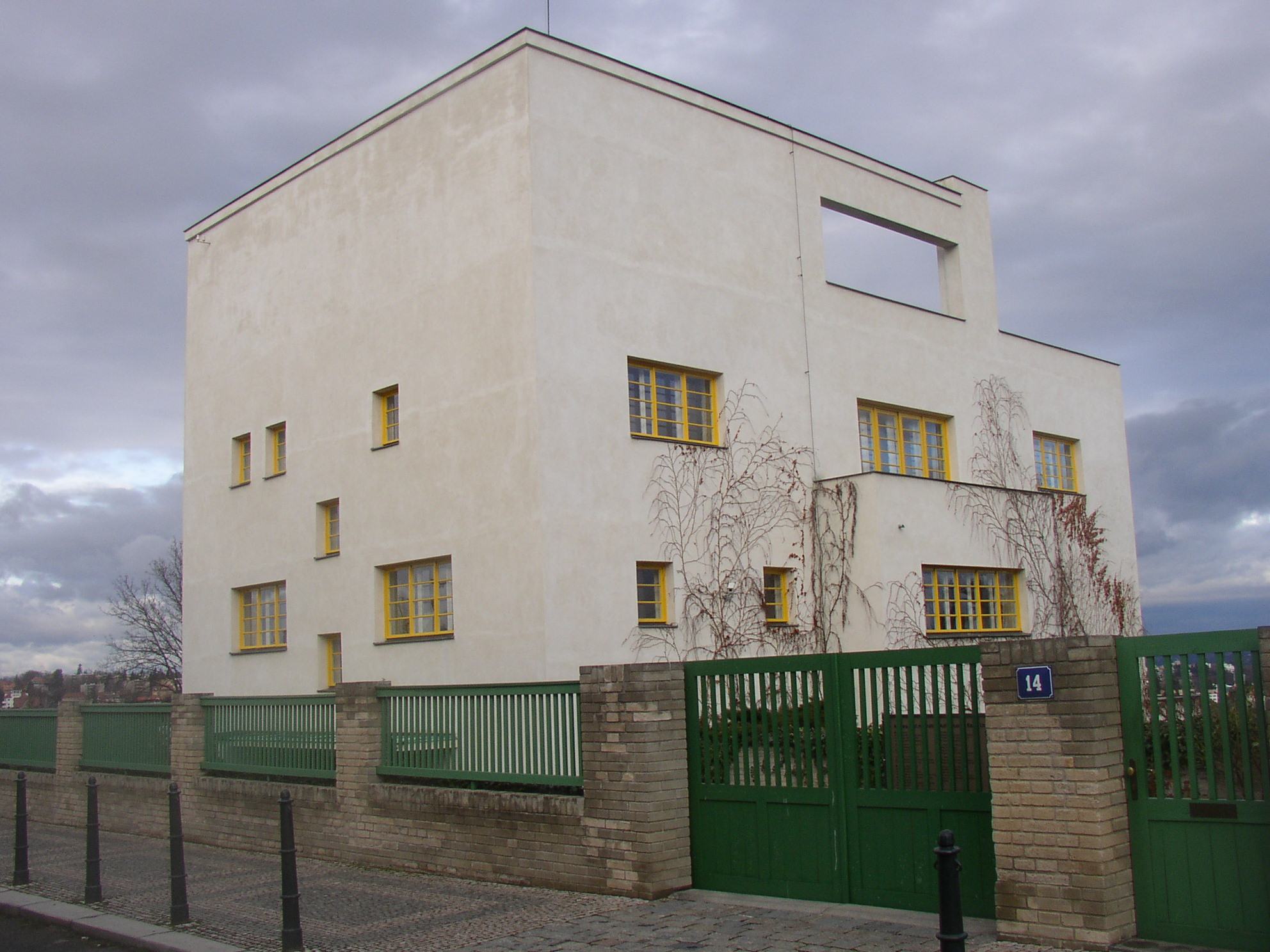
Вилла Мюллера. Архитектор А. Лоз

## Научная деятельность
С 1863 начал вести лекции в университете на чешском языке, чем значительно способствовал появлению чешской геодезической терминологии.
Его самая важная работа — сборник по геодезии и сферической астрономии, «низшей геодезии» или практической геодезии в 3-х томах (Kompendium geodésie a sferické astronomie, Geodésie nižší, díly I. — III.). Это был первый чешский труд, о всесторонней практической геодезии.
Награждён орденом Железной короны III класса.

## Избранные труды
- O kvadratuře kruhu: historicko-mathematické pojednání, Zvláštní otisk z vědeckého časopisu Krok, roč. I., 1864, sv. 5-6, roč. II., 1865, sv. 1-4, vydal autor v komisí kněhkupectví Calve-ho, 1865,
- Nivelování a grafické určování výšek 1867 (publikováno též německy pod názvem Graphisches Nivelliren, 1867)
- O planimetru Gaugloffově a o upotřebení polárního planimetru, Zeitschrift für Vermessungswesen, 1879 a 1882
- O směru tížnice, vlivu jeho na geodaetická pozorování vůbec a na určení osy dlouhých tunnelů zvlášť, Zprávy Spolku architektů a inženýrů v Království českém, 1883
- O sférickém excesu, Zprávy Spolku architektů a inženýrů v Království českém, 1886—1887
- O upotřebení anharmonických i harmonických poměrů při řešení některých úloh geodaetických, Archiv für Mathematik und Physik
- Geodésie nižší, díly I. — III., Česká matice technická, Praha, 1903—1905